# Samaritens dilemma

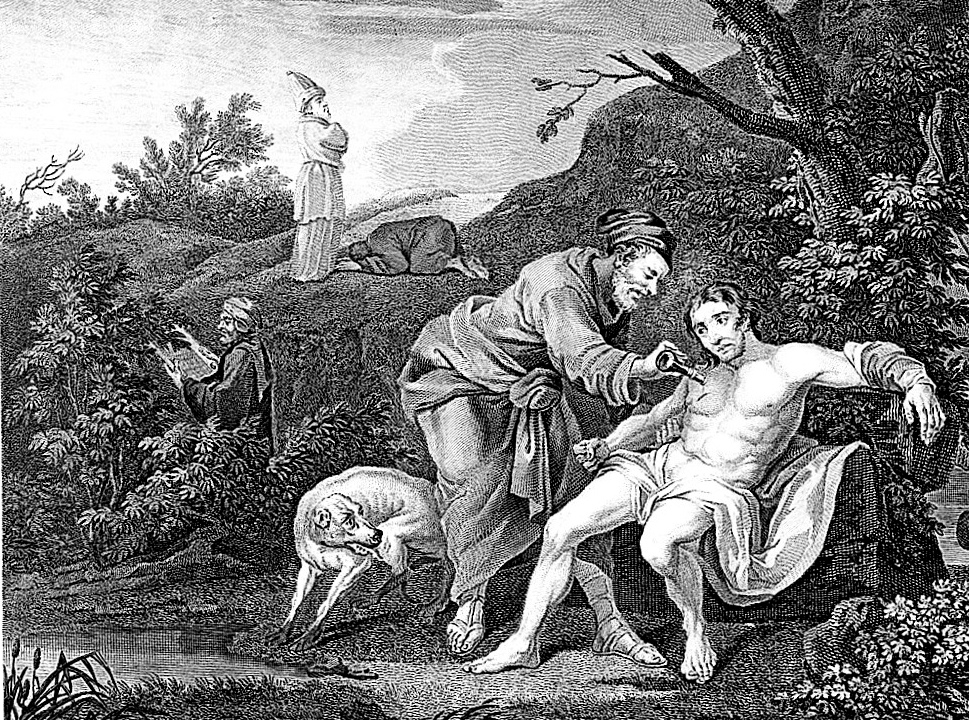
Dilemmats namn kommer från Nya Testamentets berättelse om den barmhärtige samariern.

Samaritens dilemma (engelska: The Samaritan's dilemma) är en ekonomisk frågeställning som behandlar inverkan av välgörenhet och används ofta i kritik av välfärdssamhället. Dilemmat ligger i att en person som tar emot välgörenhet förutom att utnyttja stödet för att förbättra sin situation kan börja förlita sig på välgörenhet som ett sätt att överleva och därför försumma sin övriga försörjning. Huruvida eller i vilken grad så sker beror på många faktorer.
Begreppet samaritens dilemma myntades av ekonomen James M. Buchanan.
Samaritens dilemma används ofta som anledning att avstå från välgörenhetsbidrag. Det är också ett vanligt argument mot kommunismen och socialismen att hävda att statligt stöd är samma sak som välgörenhet och att mottagandet av ett sådant stöd kommer att leda till lättja eller på annat sätt gagna försumliga samhällsmedborgare. Ju mer ekonomiskt stöd som erhålls, desto mindre troligt är det att mottagaren finner en permanent lösning på sitt behovstillstånd.